# Servicio Geológico Británico
El Servicio Geológico Británico (BGS, por sus siglas en inglés) es un organismo parcialmente financiado con fondos públicos que tiene como objetivo promover el conocimiento geocientífico de la masa terrestre del Reino Unido y su plataforma continental por medio de estudios, monitoreo e investigación sistemáticos.
La sede del Servicio Geológico Británico se encuentra en Keyworth, Nottinghamshire, Inglaterra. Sus otros centros están ubicados en Edimburgo, Wallingford, Cardiff y Londres. El lema actual de la BGS es: Gateway to the Earth (Puerta de entrada a la Tierra).

## Historia y nombres anteriores
El Servicio Geológico fue fundado en 1835 por la Junta de Artillería como Ordnance Geological Survey, bajo Henry De la Beche, Este fue el primer estudio geológico nacional del mundo. Siguió siendo una rama de Ordnance Survey durante muchos años. En 1965, se fusionó con el Museo Geológico y los Estudios Geológicos de Ultramar, bajo el nombre de Instituto de Ciencias Geológicas. El 1 de enero de 1984, el instituto pasó a llamarse con su nombre actual.

## Competencias
El BGS asesora al gobierno británico en todos los aspectos de la geociencia, además de brindar asesoramiento imparcial sobre asuntos geológicos al público, los académicos y la industria, BGS es un organismo componente de Investigación e Innovación del Reino Unido que "trabaja en asociación con universidades, organizaciones de investigación, empresas, organizaciones benéficas y el gobierno para crear el mejor entorno posible para que florezcan la investigación y la innovación". Los resultados principales de la BGS incluyen mapas geológicos, geofísicos, geoquímicos e hidrogeológicos, descripciones y bases de datos digitales relacionadas. Los científicos del BGS elaboraron el primer mapa completo de las reservas de agua subterránea de África. Uno de los objetivos estratégicos clave para la próxima década es completar la transición del mapeo 2D a una cultura de modelado 3D, BGS tiene un presupuesto anual de 57 millones de libras esterlinas, de los cuales aproximadamente la mitad proviene del presupuesto científico del gobierno, y el resto proviene de investigaciones encargadas de los sectores público y privado.